# Anax tristis
Anax tristis é uma espécie de libelinha da família Aeshnidae.
Pode ser encontrada nos seguintes países: Angola, Botswana, Camarões, Chade, Comores, Costa do Marfim, Guiné Equatorial, Gabão, Gâmbia, Gana, Guiné, Quénia, Libéria, Madagáscar, Malawi, Mauritânia, Moçambique, Namíbia, Nigéria, África do Sul, Sudão, Tanzânia, Togo, Uganda, Zâmbia, Zimbabwe, possivelmente Burundi e possivelmente em Etiópia.
Os seus habitats naturais são: florestas secas tropicais ou subtropicais, florestas subtropicais ou tropicais húmidas de baixa altitude, savanas áridas, savanas húmidas, matagal árido tropical ou subtropical, matagal húmido tropical ou subtropical, pântanos, lagos de água doce intermitentes, marismas de água doce e marismas intermitentes de água doce.